# Schizaea rupestris
Schizaea rupestris är en ormbunkeart som beskrevs av Robert Brown. Schizaea rupestris ingår i släktet Schizaea och familjen Schizaeaceae. Inga underarter finns listade.